# Liste der Stadtoberhäupter von Paderborn
Dieser Artikel beschreibt die Geschichte der Stadtoberhäupter von der ostwestfälischen Stadt Paderborn.

## Bürgermeister
- 1804–1807: Johann Gottfried David Busse
- 1808–1819: Anton Bernhard Meyer
- 1820–1848: Alexander Brandis, Stadtdirektor, später Bürgermeister
- 1850–9999: von Beesten
- 1851–1857: Julius von zur Mühlen
- 1857–1871: Franz Joseph Woerdehoff, ab 1869 Oberbürgermeister
- 1871–1872: Theodor Dillenburger (kommissarisch)
- 1872–1894: Franz Franckenberg
- 1895–1919: Otto Plaßmann, ab 1912 Oberbürgermeister
- 1919–1933: Philipp Haerten
- 1933–1937: Andreas de Voys
- 1937–1938: Kurt Nobelmann, NSDAP
- 1938–1945: Rudolf Kosiek, NSDAP
- 1945–9999: Heinrich Zacharias
- 1945–1946: Norbert Fischer
- 1946–1968: Christoph Tölle, CDU
- 1968–1988: Herbert Schwiete, CDU
- 1988–1999: Wilhelm Lüke, CDU
- 1999–2014: Heinz Paus, CDU
- seit 2014: Michael Dreier, CDU

## Stadtdirektoren
Von 1946 bis 1999 gab es in Paderborn eine Doppelspitze aus hauptamtlichem Stadtdirektor und ehrenamtlichem, repräsentativen Bürgermeister nach der Norddeutsche Ratsverfassung.
- 1946–1952: Norbert Fischer
- 1952–1971: Wilhelm Sasse
- 1971–1991: Wilhelm Ferlings
- 1991–1999: Werner Schmeken